# Stazione di Cesano Maderno NS
La stazione di Cesano Maderno NS era una stazione ferroviaria posta sulla linea Saronno-Seregno, a servizio dell'omonimo comune.

## Storia
La stazione fu aperta nel 1887 assieme al tronco Saronno-Seregno che completava la linea da Novara a Seregno. Fu denominata Cesano Maderno NS (sigla di "Novara-Seregno") per distinguerla dalla stazione FNM, posta sulla linea Milano-Asso.
Dal 1958, con la cessazione del servizio viaggiatori sul tronco Saronno-Seregno, la stazione fu adibita esclusivamente all'incrocio di convogli merci. Venne dismessa nel 2010, all'inizio dei lavori di ricostruzione della linea.
Dal 2012 la stazione fu sostituita da un nuovo impianto comune con la Milano-Asso.

## Strutture e impianti
Era costituita da un fabbricato viaggiatori e due binari per la circolazione dei treni. A novembre 2015 il fabbricato viaggiatori è ancora esistente mentre il secondo binario è stato smantellato nel 2014.